# Pholetesor viminetorum
Pholetesor viminetorum är en stekelart som först beskrevs av Wesmael 1837.  Pholetesor viminetorum ingår i släktet Pholetesor och familjen bracksteklar. Arten är reproducerande i Sverige. Inga underarter finns listade i Catalogue of Life.